# Salia lacratesalis
Salia lacratesalis là một loài bướm đêm trong họ Noctuidae.